# Ruilândia
Ruilândia é um distrito do município brasileiro de Mirassol, que integra a Região Metropolitana de São José do Rio Preto, no interior do estado de São Paulo.

## História

### Formação administrativa
- Distrito policial de Rui Barbosa criado em 20/02/1923 no município de Rio Preto[3].
- Lei n° 2.120 de 30/12/1925 - Cria o distrito de Rui Barbosa no município de Mirassol[4][5].
- Decreto-Lei n° 14.334 de 30/11/1944 - Extingue o distrito, anexando seu território aos distritos de Jaci, município de Mirassol, e de José Bonifácio[6].
- Lei n° 233 de 24/12/1948 - Cria novamente o distrito, com a denominação de Ruilândia, município de Mirassol, e território desmembrado do distrito de Jaci, deste município[7][8].

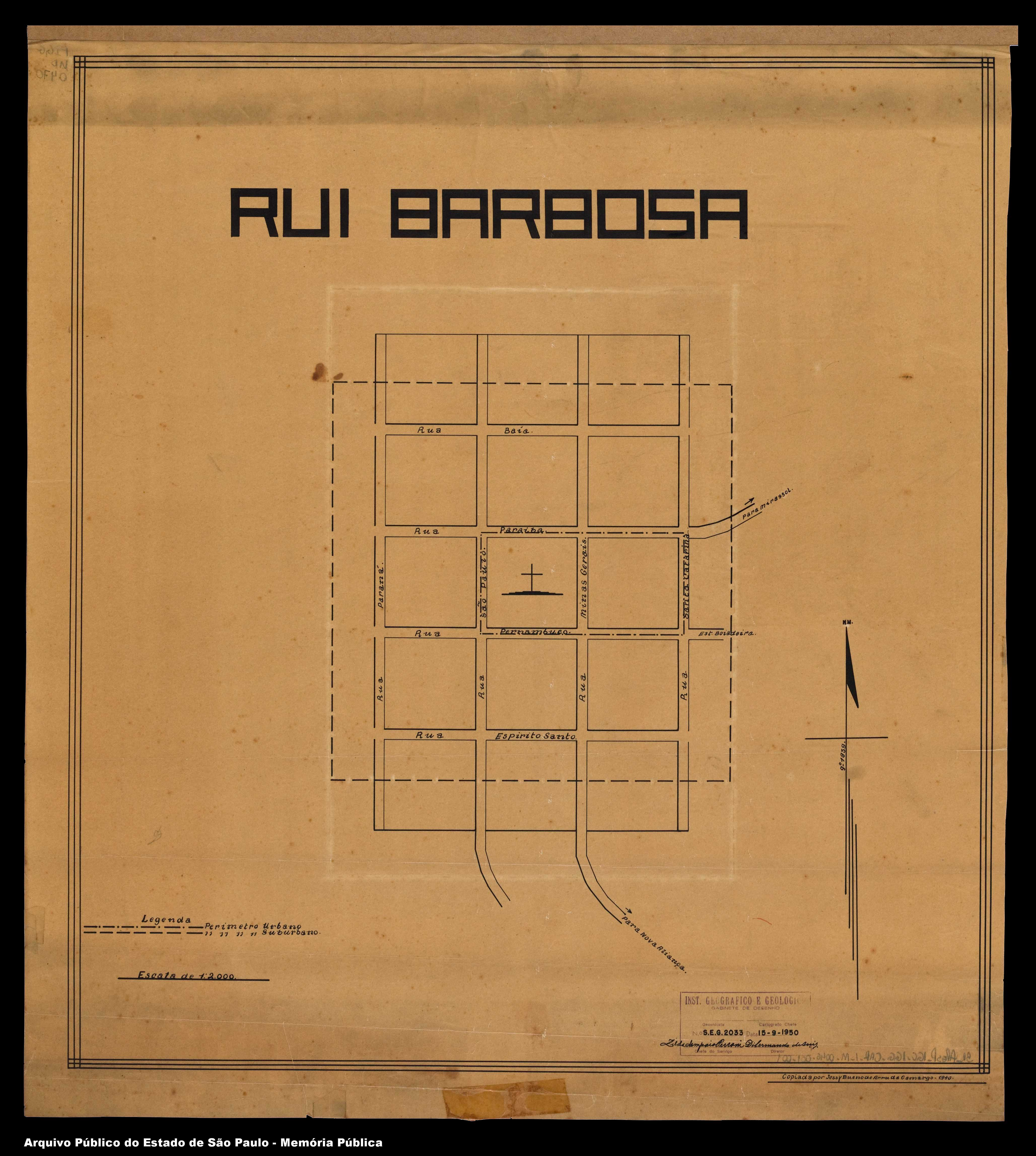
Planta da área urbana original.

## Geografia

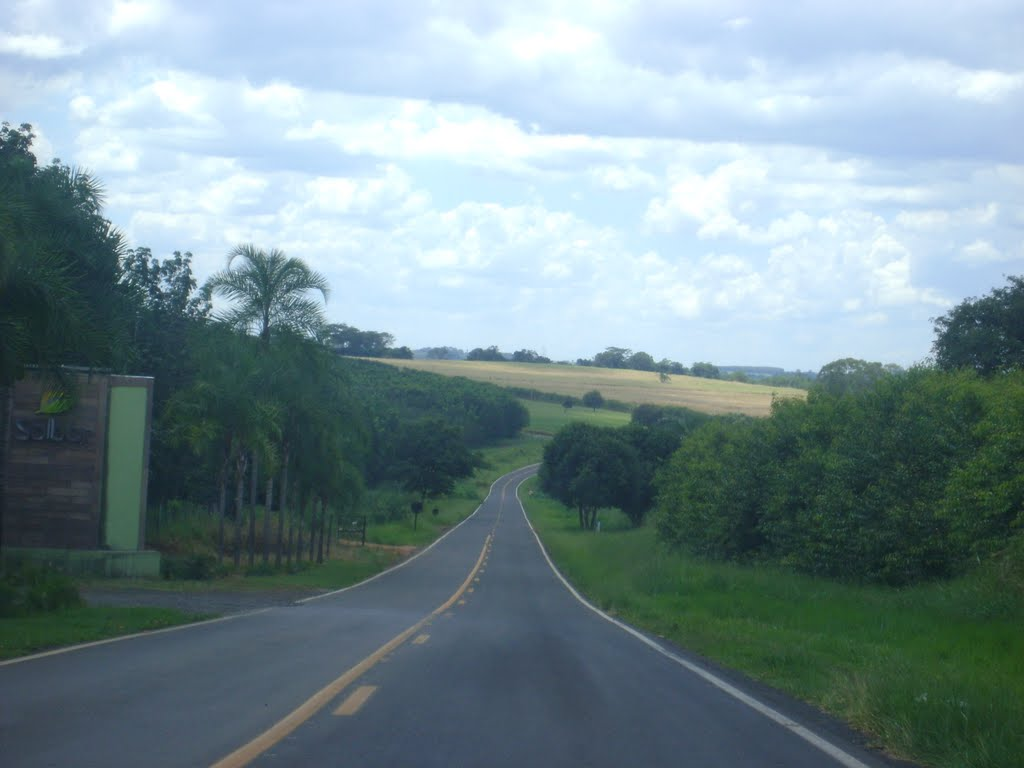
Estrada vicinal de acesso ao distrito.

### Demografia

#### População urbana
| Crescimento população urbana | Crescimento população urbana | Crescimento população urbana | Crescimento população urbana |
| Censo                        | Pop.                         |                              | %±                           |
| ---------------------------- | ---------------------------- | ---------------------------- | ---------------------------- |
| 1934                         | 355                          |                              |                              |
| 1940                         | 294                          |                              | −17,2%                       |
| 1950                         | 157                          |                              | −46,6%                       |
| 1960                         | 123                          |                              | −21,7%                       |
| 1970                         | 140                          |                              | 13,8%                        |
| 1980                         | 216                          |                              | 54,3%                        |
| 1991                         | 267                          |                              | 23,6%                        |
| 2000                         | 368                          |                              | 37,8%                        |
| 2010                         | 526                          |                              | 42,9%                        |
| 2022                         | 358                          |                              | −31,9%                       |
| Fonte: IBGE e Fundação SEADE |                              |                              |                              |

#### População total
Pelo Censo 2010 (IBGE) a população total do distrito era de 708 habitantes.

### Área territorial
A área territorial do distrito é de 38,317 km².

### Rodovias
O principal acesso ao distrito é a Rodovia Assis Chateaubriand (SP-425).

## Serviços públicos

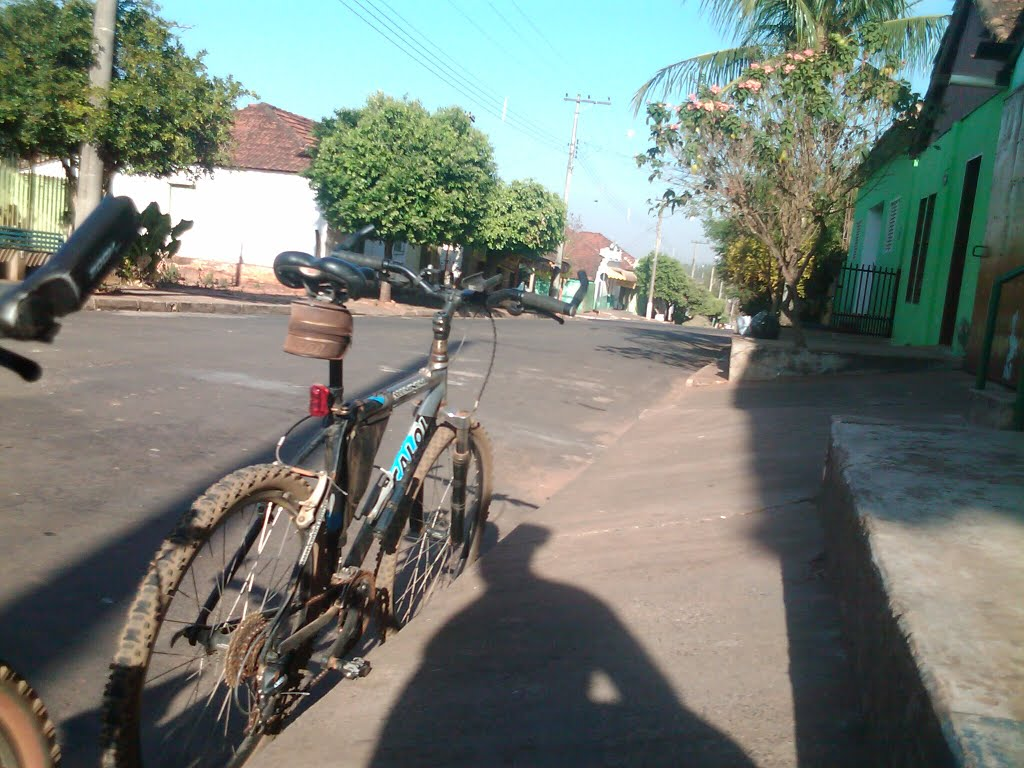
Aspecto local.

### Registro civil
Atualmente é feito no próprio distrito, pois o Cartório de Registro Civil das Pessoas Naturais ainda continua ativo.

### Saneamento
O serviço de abastecimento de água é feito pela Saneamento de Mirassol (SANESSOL), controlada pela Iguá Saneamento e Aviva Ambiental. Para o abastecimento a água é captada e distribuída através de um poço tubular profundo.

### Energia
A responsável pelo abastecimento de energia elétrica é a CPFL Paulista, distribuidora do grupo CPFL Energia.

## Religião
O Cristianismo se faz presente no distrito da seguinte forma:

### Igreja Católica
- A igreja faz parte da Diocese de São José do Rio Preto[20].

### Igrejas Evangélicas
- Congregação Cristã no Brasil[21].